# Mamoudzou
Mamoudzou – stolica i największe miasto wyspy Majotta, francuskiego departamentu zamorskiego (fr. département d'outre-mer) u wybrzeży Afryki. Miasto liczy ponad 50 000 mieszkańców (dane szacunkowe na koniec 2005 roku) i leży na północno-wschodnim wybrzeżu głównej wyspy terytorium – Majotcie. Do niedawna było współstolicą terytorium, razem z leżącym na sąsiedniej wyspie Petite-Terre miastem Dzaoudzi. Jednak po przeniesieniu prefektury z Dzaoudzi jest jedyną siedzibą władz tego terytorium. Port handlowy i rybacki; główny ośrodek gospodarczy Majotty; produkcja olejku ilangowego, przetwórstwo ryb.